# Tomáš Požár
Tomáš Požár (ur. 9 września 1975) – czeski trener piłkarski i piłkarz występujący na pozycji środkowego obrońcy. Były młodzieżowy reprezentacji Czech.

## Kariera klubowa
Wychowanek Sparty Praga. Grał dla Sparty Praga (1994–1996), FK Teplice (1996–1997) i FK Jablonec (1997–2001) na poziomie pierwszej czeskiej ligi. Wystąpił w 62 meczach. W sezonie 1994/1995 zdobył ze Spartą mistrzostwo Czech, a w sezonie 1995/1996 rozegrał 5 meczów dla Sparty w Lidze Mistrzów UEFA.
W sezonie 2001/2002 występował w Motorlecie Praga, a następnie reprezentował ABC Braník (2002–2005).

## Kariera menedżerska
Po zakończeniu kariery zawodniczej zajął się szkoleniem młodzieży i został działaczem piłkarskim. Został dyrektorem sportowym Bohemians 1905.
W lipcu 2015 został szefem skautingu w Sparcie Praga, a w październiku 2016 został mianowany jej dyrektorem sportowym.
Od 5 listopada 2016 do 14 marca 2017 tworzył tandem trenerski wraz z Davidem Holoubkiem (który ze względu na brak najwyższej licencji trenerskiej mógł prowadzić Spartę w pierwszej lidze tylko przez 60 dni) w Sparcie Praga. Następnie Sparta postanowiła zrezygnować z tego rozwiązania ze względu na słabe wyniki drużyny, a stanowisko pierwszego trenera przejął Petr Rada.

## Sukcesy

### Klubowe
Sparta Praga
- Mistrzostwo Czech: 2014/2015